# Charles Birch
Louis Charles Birch (* 8. Februar 1918 in Melbourne; † 19. Dezember 2009) war ein australischer Agrarwissenschaftler, Zoologe und Biologe.

## Leben
Der Sohn eines aus Neuseeland stammenden Bankmanagers und einer aus Irland stammenden Mutter studierte nach dem Besuch des Scotch College in Melbourne Agrarwissenschaften an der University of Melbourne, das er 1939 mit der Graduierung abschloss. Im Anschluss war er bis 1945 Mitarbeiter im Team des Zoologen Dr. Herbert (H. G.) Andrewartha am Waite Agricultural Research Institute der University of Adelaide. Dabei hatte Dr. Andrewartha großen Einfluss auf den jungen Mitarbeiter und lehrte ihn „zu denken“ und die „soziale Verantwortung eines Wissenschaftlers“ zu entdecken.
1941 schloss er ein Postgraduiertenstudium an der University of Adelaide mit einem Master of Science (M.Sc.) ab und arbeitete an Projekten von nationaler Bedeutung wie die Bevorratung von Weizen, der aufgrund des Zweiten Weltkrieges nicht zu exportieren war und daher zu verrotten drohte. Im Gegensatz zu seinem Bruder Hugh Birch, einem Piloten der Royal Australian Air Force von Wasserflugzeugen im Ärmelkanal hatte er selbst eine starke Aversion gegen Kriege, die ihn letztlich zu dem Pazifisten späterer Jahre machte.
Am Ende des Zweiten Weltkriegs nahm er das Angebot eines Forschungsaufenthalts an der University of Chicago an, an der er zugleich 1946 ein Studium der Biologie begann. Dort trat er auch der Christlichen Studentenbewegung bei. 1947 studierte er die Dynamik animalischer Population an der Oxford University.
1948 kehrte er nach Australien zurück, wo er eine Berufung als Senior Lecturer für Zoologie an der University of Sydney erhielt. In der Folgezeit war er zugleich auch Vizedirektor des Wesely College der University, ehe er schließlich 1958 zum Professor für Biologie am Challis-Lehrstuhl der Universität berufen wurde. Während seiner Lehrtätigkeit hatte er daneben Gastprofessuren in São Paulo, Minnesota und Kalifornien inne.
Beeindruckt vom Aufruf der US-amerikanischen Anthropologin Margaret Mead ein Programm für Wissenschaft, Technologie und Zukunft beim Weltkirchenrat einzuführen, schloss sich Birch diesem Aufruf an und war anschließend 20 Jahre Mitarbeiter dieses Programms und dreizehn Jahre davon als Vizemoderator für Kirche und Gesellschaft. Während dieser Tätigkeit traf er nahezu alle bedeutenden Wissenschaftler auf dem Gebiet der Population und Genetik wie auch Paul R. Ehrlich. Für einige Jahre hatte er Einfluss auf die gerade in Australien unterstützte Null-Wachstum-Bewegung (Zero Population Growth Movement).
Nach dem Ausbruch des Vietnamkrieges 1965 gehörte er zu den heftigsten Gegner des Krieges und war Redner auf Massenversammlungen vor der Sydney University, wobei er gerade wegen seiner Mitgliedschaft im Komitee für Gewissen (Committee of Conscience), das freie Rechtsberatung für Kriegsdienstverweiger gab, seine Verhaftung riskierte. In diese Zeit fiel auch seine aktive Teilnahme an der Wayside Chapel des Reverend Ted Noffs, in der er an Freitagabenddiskussionen und Sonntagabendfragestunden zu aktuellen Themen wie der Überbevölkerung teilnahm.
1983 emeritierte er nach 25-jähriger Tätigkeit als Challis Professor für Biologie an der Universität Sydney.

## Schriften
Während seiner Lehr- und Forschungstätigkeit veröffentlichte er neben 150 Fachaufsätzen auch neun Bücher:
- The Distribution and Abundance with Animals, 1954 (Co-Autor: H. G. Andrewartha),
- Nature and God, 1965
- Confronting the Future: Australia and the world: the next hundred years, 1975 (2. Aufl. 1993)
- Genetics and the Quality of Life, 1975
- The Liberation of Life: From Cell to the Community, 1981 (mit John B. Cobb)
- On Purpose, 1984
- Liberating Life: Contemporary Approaches to Ecological Theory, 1990
- Regaining Commission: for Humanity and Nature, 1993
- Science & Soul, 2008.

## Ehrungen
Neben Mitgliedschaften bei der Australian Academy of Science, dem Club of Rome sowie der American Association for the Advancement of Science wurde er 1990 zusammen mit Baba Amte mit dem Templeton-Preis ausgezeichnet, der weltweit höchstdotierten Auszeichnung für einzelne Personen.